# Klaus Iohannis
Klaus Werner Iohannis (Sibiu, 13 de junho de 1959) é um político romeno que serviu como presidente de seu país de 2014 a 2025. Foi presidente do Partido Nacional Liberal (Partidul Național Liberal, PNL) desde 2014 e presidente da câmara de Sibiu, na Transilvânia.

## Biografia
Klaus Iohannis, cujo sobrenome também é escrito Johannis seguindo a ortografia alemã, é de etnia alemã, fazendo parte da minoria denominada saxões da Transilvânia. Foi professor de Física no colégio alemão Brukenthal em Sibiu. Durante os seus quatro mandatos como autarca em Sibiu, desde 2000, e com o apoio do Fórum Democrático de Alemães na Roménia (DFDR), Sibiu assistiu a um crescimento do turismo, tendo sido Capital Europeia da Cultura em 2007. O edil foi reeleito com resultados próximos dos 80%. Em 2009, quatro dos cinco partidos com assento parlamentar quiseram nomeá-lo primeiro-ministro, após a queda em bloco do Governo do liberal Emil Boc, mas o Presidente Basescu recusou a proposta. Lidera o Partido Nacional-Liberal, que governava antes de Ponta. A etnia alemã, presente desde o século XII, ficou muito reduzida após a revolução de 1989, que depôs o ditador comunista Nicolae Ceaucescu. Os próprios pais de Iohannis emigraram para a Alemanha em 1992.

### Primeiro mandato (2014-2019)
Nas eleições presidenciais em 16 de novembro, derrotou em nome da Aliança Cristã-Liberal (ACL), o primeiro-ministro social-democrata Victor Ponta, que governou desde 2012, na segunda volta. É o quinto chefe de Estado da Roménia democrática e o primeiro oriundo da minoria étnica alemã. Com 96% votos contados, Iohannis somava 55,8% dos votos, contra os 44,2% de Ponta.
O chefe de Estado fala romeno, alemão e inglês. Formou-se em física na Universidade de Cluj-Napoca, em 1983, pertence à igreja evangélica luterana ligada à etnia alemã na Roménia. Iohannis é casado com Carmen Iohannis (nascida Carmen Lăzurcă), professora de inglês no Colégio Nacional Gheorghe Lazar em Sibiu. Eles não têm filhos.
A 17 de junho de 2015, foi agraciado com o grau de Grande-Colar da Ordem do Infante D. Henrique, de Portugal.

### Segundo mandato (2019-2024)
Klaus foi reeleito presidente do país, após vencer as eleições presidenciais no segundo turno, com 66.09% dos votos.
A 7 de outubro de 2023, foi agraciado com o grau de Grande-Colar da Ordem da Liberdade, de Portugal.
Após a anulação da eleição presidencial romena de 2024 em dezembro, Klaus Iohannis foi autorizado pelo Tribunal Constitucional a permanecer como presidente até que seu sucessor fosse eleito. No entanto, em 10 de fevereiro de 2025, Iohannis anunciou sua renúncia ao cargo de Presidente da Romênia para "poupar a Romênia e os cidadãos romenos desta crise". Isso ocorreu após a abertura de um processo de suspensão por parte de parlamentares da oposição, com sua renúncia entrando em vigor em 12 de fevereiro de 2025. Ele foi sucedido pelo presidente do Senado, Ilie Bolojan, que atuará como presidente interino até a eleição presidencial romena de 2025.